# Allée Shamaï-Haber
L'allée Shamaï-Haber est une allée située dans le 14e arrondissement de Paris, en France.

## Situation et accès
L'allée est située dans la forêt urbaine de la place de Catalogne dans le prolongement de la rue du Château.

## Origine du nom
L'allée porte le nom de Shamaï Haber (1922-1995), sculpteur polonais.

## Historique
Par délibération du 11 octobre 2024, la voie prend la dénomination de « allée Shamaï Haber ».